# Phylloporia psila
Phylloporia psila är en svampart som först beskrevs av Lloyd, och fick sitt nu gällande namn av Leif Ryvarden 1972. Phylloporia psila ingår i släktet Phylloporia och familjen Hymenochaetaceae.   Inga underarter finns listade i Catalogue of Life.